# Richard Ridings
Richard Ridings, född 19 september 1958 i Henley-on-Thames, Oxfordshire, är en brittisk skådespelare och röstskådespelare. 
Han har haft roller i både tv-serier och långfilmer, däribland Vem satte dit Roger Rabbit?, Pianisten och Rise of the Planet of the Apes. Ridings har också medverkat och gjort röster till olika datorspel, exempelvis Quake III, Dungeon Keeper, Heavenly Sword, Fable II, Enslaved: Odyssey to the West, Castlevania: Lords of Shadow, Xenoblade Chronicles, DmC: Devil May Cry och Tearaway.